# Winfried Dotzauer
Winfried Dotzauer (* 31. März 1936 in Bad Kreuznach; † 27. November 2016) war ein deutscher Historiker.
Winfried Dotzauer studierte Germanistik, Geschichte und Rechtswissenschaften. Er wurde 1962 in Mainz mit einer Arbeit über die Grafschaft Sponheim promoviert. Er war Stipendiat am Institut für Europäische Geschichte in Mainz. Im Jahr 1966 wurde er wissenschaftlicher Assistent. Seine Habilitation aus dem Jahr 1973 widmete sich den Freimaurergesellschaften am Rhein. Er hatte 1976 eine Vertretungsprofessur an der Universität des Saarlandes. Von 1977 bis 2001 war er Wissenschaftlicher Rat und Professor an der Johannes Gutenberg-Universität Mainz. Ihm wurde 1978 der Kulturpreis deutscher Freimaurer verliehen.
Seine Forschungs- und Arbeitsschwerpunkte waren die Sozietätengeschichte der Aufklärung, die Quellenkunde, die Reichskreise und die Territorialgeschichte von Rheinhessen, Hunsrück und Mosel. Mit seiner 1989 veröffentlichten umfassenden Monographie Die deutschen Reichskreise in der Verfassung des Alten Reiches und ihr Eigenleben (1500–1806) lieferte er die erste Gesamtdarstellung der Reichskreise. Neun Jahre später erschien sein Werk Die deutschen Reichskreise (1383–1806). Zur deutschen Geschichte des Spätmittelalters legte er 1996 eine Quellenkunde vor. Darin konnte er 1.800 selbständig erschienene Titel nachweisen. Dotzauer veröffentlichte 1998 eine Arbeit über die deutschen Reichskreise von 1383 bis 1806. Er legte 2001 eine Darstellung über die Landschaft des Nahe-Hunsrück-Raumes von den Anfängen bis zur Französischen Revolution unter besonderer Berücksichtigung der Territorialstruktur vor.

## Schriften
- Geschichte des Nahe-Hunsrück-Raumes von den Anfängen bis zur Französischen Revolution. Steiner, Stuttgart 2001, ISBN 3-515-07878-9.
- Die deutschen Reichskreise (1383–1806). Geschichte und Aktenedition. Steiner, Stuttgart 1998, ISBN 3-515-07146-6.
- Quellenkunde zur deutschen Geschichte im Spätmittelalter (1350–1500). Wissenschaftliche Buchgesellschaft, Darmstadt 1996, ISBN 3-534-10970-8.
- Der historische Raum des Bundeslandes Rheinland-Pfalz von 1500–1815. Die fürstliche Politik für Reich und Land, ihre Krisen und Zusammenbrüche (= Europäische Hochschulschriften. Bd. 538). Lang, Frankfurt am Main u. a. 1993, ISBN 3-631-45607-7.
- Freimaurergesellschaften am Rhein. Aufgeklärte Sozietäten auf dem linken Rheinufer vom Ausgang des Ancien Régime bis zum Ende der Napoleonischen Herrschaft (= Geschichtliche Landeskunde. Veröffentlichungen des Instituts für Geschichtliche Landeskunde an der Universität Mainz. Bd. 16). Steiner, Wiesbaden 1977, ISBN 3-515-02517-0.
- Die vordere Grafschaft Sponheim als pfälzisch-badisches Kondominium 1437–1707/08. Die Entwicklung zum kurpfälzischen Oberamt Kreuznach unter besonderer Berücksichtigung des badischen Kondominiatsfaktors. Raab, Bad Kreuznach 1963.